# Tom Gehrels
Tom Gehrels (Haarlemmermeer, Países Bajos, 21 de febrero de 1925-Tucson, Arizona, Estados Unidos, 11 de julio de 2011) fue un astrónomo estadounidense, profesor de Ciencias Planetarias y astrónomo en la Universidad de Arizona. Descubrió más de cuatro mil asteroides, entre los que se encuentran, por ejemplo, (1979) Sájarov, (2247) Hiroshima, (4065) Meinel y (11184) Postma.

## Biografía
Cuando era adolescente, durante la Segunda Guerra Mundial, Gehrels fue un miembro activo de la resistencia holandesa. Posteriormente escapó a Inglaterra, pero fue enviado de regreso para organizar el Special Operations Executive.
Tom Gehrels es el padre de Neil Gehrels, George Gehrels y Jo-Ann Gehrels.

## Carrera
Gehrels fue un pionero en el desarrollo del sistema fotométrico de los asteroides en la década de 1950 y estudió la dependencia de la polarización de las estrellas y los planetas en la década de 1950; más tarde, publicó una larga secuencia de sus notas en el Astronomical Journal.
En conjunto con el equipo de Cornelis Johannes van Houten e Ingrid van Houten-Groeneveld descubrió más de cuatro mil asteroides, incluidos los asteroides Apolo, asteroides Amor y docenas de asteroides troyanos. Lo lograron realizando un avistaje espacial con el telescopio Schmidt de 48 pulgadas en el Observatorio Palomar y comparando resultados con los dos astrónomos neerlandeses del Observatorio de Leiden, quienes los analizaron para hallar nuevos asteroides. El trío ha sido acreditado en el descubrimiento de 4000 asteroides. Gehrels también ha descubierto varios cometas, entre los que se encuentran el 64P/Swift-Gehrels, el 78P/Gehrels 2, el 82P/Gehrels 3 y el 90P/Gehrels 1.
Gehrels inició la serie de libros de texto de ciencia espacial, la cual se encuentra en el nivel más avanzado. Fue editor general de los primeros treinta volúmenes del University of Arizona Press, y estableció el estilo de las publicaciones con su participación y editor de seis de ellos. También inició el programa de avistaje espacial Spacewatch y fue el Investigador Principal de la encuesta electrónica para obtener estadísticas de asteroides y cometas, incluidos los asteroides cercanos a la Tierra. Bob McMillan era coinvestigador y mánager, y pasó a ser Investigador Principal en 1997.
Gehrels impartió un curso para estudiantes no graduados en ciencias durante el otoño boreal en Tucson, y brindó conferencias de una versión corta de sus clases durante la primavera en el Laboratorio de Investigación de Física en Ahmedabad, India, del cual fue miembro vitalicio. En 2007, recibió el Premio Harold Masursky por su servicio destacado a las ciencias astronómicas.

## Obras
- Physical Studies of Minor Planets, editado por Tom Gehrels (1971), NASA SP-267[2]
- Planets Stars and Nebulae Studied With Photopolarimetry, editado por Tom Gehrels (1974), ISBN 0-8165-0428-8
- Jupiter: Studies of the Interior, Atmosphere, Magnetosphere, and Satellites, editado por Tom Gehrels y Mildred Shapley Matthews (1976), ISBN 0-8165-0530-6
- Protostars & Planets: Studies of Star Formation and of the Origin of the Solar System, editado por Tom Gehrels y Mildred Shapley Matthews (1978), ISBN 0-8165-0674-4
- Asteroids, editado por Tom Gehrels y Mildred Shapley Matthews (1979), ISBN 0-8165-0695-7
- Saturn, editado por Tom Gehrels y Mildred Shapley Matthews (1984), ISBN 0-8165-0829-1
- Asteroids II, editado por Richard P. Binzel, Tom Gehrels y Mildred Shapely Matthews (1989), ISBN 0-8165-1123-3
- Hazards Due to Comets and Asteroids, editado por Tom Gehrels, Mildred Shapley Matthews y A. M. Schumann (1994), ISBN 0-8165-1505-0
- On the Glassy Sea, in Search of a Worldview, Tom Gehrels (2007, publicado originalmente en 1988), ISBN 1-4196-8247-4
- Survival Through Evolution: From Multiverse to Modern Society, Tom Gehrels (2007), ISBN 1-4196-7055-7